# Панельні люди
'Панèльні люди (також Контакти в панельному будинку, або Люди з панельного будинку, угор. Panelkapcsolat) — угорський чорно-білий художній фільм 1982 року режисера Бели Тара.
Фільм заслужив особливу відзнаку на Міжнародному кінофестивалі в Локарно 1982 року. Існує кілька версій фільму: 72, 84, або 102 хвилини.
Фільм знято в стилістиці «синемà веритè» (cinéma vérité).

## Опис
Сімейна пара, що перебуває на межі розлучення, намагається зберегти шлюб. Але через неможливість зрозуміти одне одного, їхні стосунки тільки погіршуються.

## Оцінка
«Панельні люди» отримали загалом позитивні відгуки критиків і потрапили в рейтинг найкращих ранніх робіт Тара. Середній рейтинг на Rotten Tomatoes — 7,5/10. Майкл Аткінсон у рецензії для «Village Voice» назвав фільм "жорстоким зображенням робітничого шлюбу, що розпадається під тиском комуністичної бідності, чоловічої неадекватності та депресії".
Джонатан Розенбаум на сторінках «Chicago Reader» стверджував, що цей фільм «найкращий з його (Бели Тара) ранніх спроб дискредитувати соціальний реалізм у стилі Кассаветіса». У 2003 році інтернет-кінокритик Джеремі Гейлман (англ. Jeremy Heilman) назвав «Панельних людей» найкращим із ранніх творів Тара, оскільки фільм досягає такого ступеня близькості, що нестача видовищності не заважає споглядати за героями".